# Attagenus nigroapicalis
Attagenus nigroapicalis là một loài bọ cánh cứng trong họ Dermestidae. Loài này được Pic miêu tả khoa học năm 1931.